# Республіканська премія імені Тараса Шевченка — лауреати 1967 року
Державні премії УРСР імені Тараса Шевченка в галузі літератури і мистецтва 1967 року були присуджені на засіданні Урядового республіканського комітету по преміях імені Т. Г. Шевченка. Розмір премії — 2500 карбованців.

## Список лауреатів
| Галузь                 | Лауреат                    | Обґрунтування |
| ---------------------- | -------------------------- | --- |
| Література             | Ле Іван Леонтійович        | за роман в трьох книгах «Хмельницький».                                                                           |
| Образотворче мистецтво | Кульчицька Олена Львівна   | за серію графічних і живописних циклів, у яких відбито героїчну історію і мистецьку культуру українського народу. |
| Кінематографія         | Івченко Віктор Іларіонович | за художній кінофільм «Гадюка».                                                                                   |